# Edmund Castell
Edmund Castell (født 4. januar 1606, 6. januar 1685) var en engelsk orientalist. 
Castell var en virksom medarbejder af Waltons Bibelpolyglot, der udkom 1657 i London, og forfattede som tillæg hertil Lexicon heptaglotton, der udgavs 1669 i London, og som indeholder en hebraisk, aramæisk, syrisk, samaritansk, æthiopisk, arabisk og persisk ordbog. Han arbejdede derpå i 17 år, mindst 16 timer daglig, og tilsatte derved hele sin formue, £ 12000, ja han måtte endog vandre i gældsfængsel. Det lykkedes ham ved orientalske vers i syv sprog til kongens ære at vinde Karl II for sig, hvorpå der for ham blev oprettet et professorat i arabisk i Cambridge. Da en stor del eksemplarer af værket var brændt 1666 (tillige med flere værdifulde ham tilhørende håndskrifter), og dette var blevet en stor sjældenhed, udgav J.D. Michaelis den syriske del (Göttingen 1788 i 2 bind) og fik den hebraiske del udgivet ved Trier (Göttingen 1790-92).